# Солк, Джонас
Джонас Солк (англ. Jonas Edward Salk; 28 октября 1914, Нью-Йорк — 23 июня 1995, Ла-Хойя) — американский вирусолог. Известен как один из разработчиков первых вакцин против полиомиелита (работал с американскими учёными Хилари Копровским и Альбертом Сэйбином, а также в тесном сотрудничестве с советскими учёными М. П. Чумаковым и А. А. Смородинцевым).

## Семья
Родился в семье Даниила и Доры Солк, еврейских иммигрантов из Польши. У Джонаса было также два брата — Герман и Ли. Семья жила в Восточном Гарлеме, затем в Бронксе, затем в Квинсе. Даниил Солк был дамским портным и смог дать своим детям хорошее школьное образование. Джонас учился в Нью-Йоркском колледже. Позже в Нью-Йоркском университете получил докторскую степень по медицине.
9 июня 1939 года женился на Донне Линдси Калпин, которую встретил ещё в колледже. В 1968 году они развелись. У Джонаса с Донной было трое детей: Питер, Даррелл и Джонатан.
В 1970 году женился на французской художнице Франсуазе Жило (1921-2023), некогда спутнице жизни Пабло Пикассо и матери двоих его детей.

## Работа и исследования
В 1943 году Солком была создана эффективная вакцина против гриппа, в последние годы Второй мировой войны её широко использовали в армиях США и союзников.
С 1947 года Солк преподавал в школе медицины при Питтсбургском университете.
В 1948 году он принял участие в проекте, финансируемом Национальным фондом детского паралича, направленным на то, чтобы определить количество различных типов вируса полиомиелита. Работая над исследованиями, Солк увидел возможность расширить этот проект для разработки вакцины против полиомиелита. Совместно с опытной исследовательской группой, которую он собрал, Солк посвятил этой работе следующие семь лет. В своей работе Солк использовал «бессмертные клетки» HeLa
Им удалось разработать вторую (после Хилари Копровского) инактивированную вакцину. Полученная в 1952 году, она была после необходимых исследований представлена миру 12 апреля 1955 года. Инактивированная вакцина Солка (ИПВ, англ. IPV) основана на полиовирусе, выращенном в клеточной линии Vero и химически инактивированном формалином. После инъекции двух доз IPV свыше 90 % из числа вакцинированных вырабатывают защитные антитела ко всем трём серотипам полиовируса, и более 99 % имеют иммунитет к полиовирусу после трёх доз.
Солк решил не патентовать вакцину и не извлекать из неё какую-либо прибыль, чтоб максимизировать её глобальное распространение. В результате массового применения разработанной вакцины (1956—1961) среди детей в возрастных группах, особенно подверженных инфекции, заболеваемость снизилась на 96 %.
В последние годы жизни Солк принимал участие в разработке вакцины против СПИДа.

## Награды и признание
- 1955 — Золотая медаль Конгресса США
- 1956 — Премия Ласкера — Дебейки за клинические медицинские исследования
- 1957 — Медаль Джона Скотта
- 1958 — Введён в Polio Hall of Fame[англ.]
- 1962 — Премия Роберта Коха
- 1977 — Президентская медаль Свободы
- 1995 — Four Freedoms Award[англ.]
- 2007 — Введён в California Hall of Fame[англ.]